# ملاس لزج
ملاس لزج (الاسم العلمي: Leotia viscosa) هو نوع من الفطريات يتبع جنس الملاس من الفصيلة الملاسية